# Брюстон-Міллс (Західна Вірджинія)
Брюстон-Міллс (англ. Bruceton Mills) — місто (англ. town) в США, в окрузі Престон штату Західна Вірджинія. Населення — 63 особи (2020).

## Географія
Брюстон-Міллс розташований за координатами 39°39′34″ пн. ш. 79°38′26″ зх. д. / 39.65944° пн. ш. 79.64056° зх. д. (39.659396, -79.640606).  За даними Бюро перепису населення США в 2010 році місто мало площу 0,14 км², уся площа — суходіл.

## Демографія
Згідно з переписом 2010 року, у місті мешкало 85 осіб у 42 домогосподарствах у складі 22 родин. Густота населення становила 592 особи/км².  Було 47 помешкань (327/км²).
Расовий склад населення:
| - 100,0 % — білих |

До двох чи більше рас належало 0,0 %. Частка іспаномовних становила 0,0 % від усіх жителів.
За віковим діапазоном населення розподілялося таким чином: 17,6 % — особи молодші 18 років, 58,9 % — особи у віці 18—64 років, 23,5 % — особи у віці 65 років та старші. Медіана віку мешканця становила 41,4 року. На 100 осіб жіночої статі у місті припадало 51,8 чоловіків;  на 100 жінок у віці від 18 років та старших — 59,1 чоловіків також старших 18 років.
Середній дохід на одне домашнє господарство  становив 41 732 долари США (медіана — 45 179), а середній дохід на одну сім'ю — 57 593 долари (медіана — 46 964). 
Цивільне працевлаштоване населення становило 39 осіб. Основні галузі зайнятості: освіта, охорона здоров'я та соціальна допомога — 38,5 %, роздрібна торгівля — 15,4 %, будівництво — 12,8 %.